# ラモチェ寺

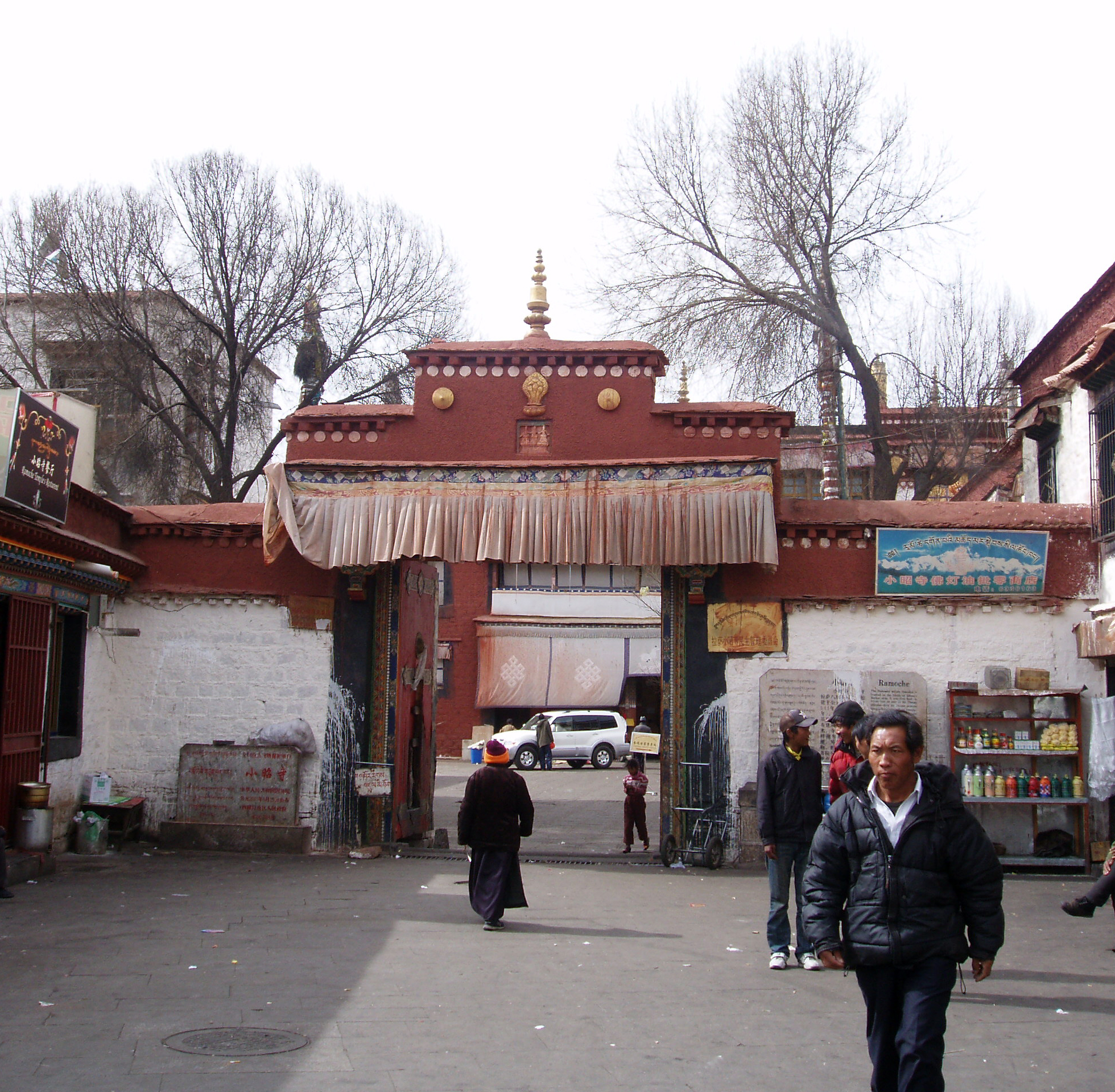
ラモチェ

ラモチェ寺（チベット語: ར་མོ་ཆེ་དགོན་པ་）は中華人民共和国チベット自治区のラサ市にある寺院。漢族からは小昭寺の名前で呼ばれる。
646年頃に吐蕃のグンソングンツェン王の寡婦・文成公主によって建立された。
かつては唐からもたらされた釈迦牟尼像が、グンソン・グンツェンを弔うために寺に収められていた。吐蕃の王ソンツェン・ガンポが没した後、文成公主は釈迦牟尼像をトゥルナン寺に移した。釈迦牟尼像が移転した後、代わりに不動金剛像が本尊とされた。
2008年3月14日のデモの出発点となり、多くの市民が殺害され、また多くの僧侶が逮捕されている。